# Bartos Erika
Bartos Erika (Budapest, 1974. február 7.–) magyar író, építészmérnök. Többek között a Bogyó és Babóca, valamint Anna, Peti és Gergő könyvsorozatok szerzője. Bogyó és Babóca sorozatából rajzfilm is készült, mely a rendszerváltás óta az első magyar animációs mesesorozat. Pályája kezdetétől fogva aktívan foglalkozik speciális szükségletű, vagy súlyos betegségben szenvedő gyermekekkel.  Művei több nyelven megjelentek, meséinek egy része Braille nyomtatásban és jelnyelven is elérhető.

## Életút
Az építészmérnök végzettségű Bartos Erika 1974-ben született, három gyermek édesanyja. Nyolc évig a Magyar Rádió Gyermekkórusában énekelt; 1992-ben az Eötvös József Gimnáziumban érettségizett. 1998-ban szerzett diplomát a BME Építészmérnöki Karán. Egyetemi évei alatt több pályázat díjnyertese volt. Svédországban és Izraelben is szakmai ösztöndíjjal tanult. Építészmérnökként két mérnöki irodában praktizált, de foglalkoztatta a BME is. Építész diplomája mellett képesítést szerzett a kiadványszerkesztés, a számítógépes grafika és a lakberendezés területén.
Első rajzos meséit gyermekei részére készítette. Barátai, ismerősei késztetésére rendezte azokat sajtó alá. Első művét, a Bogyó és Babóca mesesorozatot a Pozsonyi Pagony Kiadó jelentette meg. A tizenöt kötetre tervezett mű első része 2004-ben; a tizenegyedik 2010-ben jelent meg. Ezt az alkotását német nyelvre is lefordították. Készült diafilm és CD feldolgozás is. 2010-ben mutatták be a Bogyó és Babóca filmváltozatát. A sikeren felbuzdulva Bartos Erika egy második sorozatot is elindított a családi ihletettségű Anna és Peti; később Anna, Peti és Gergő címmel, ami már az Alexandra könyvkiadó gondozásában jelentek meg. Ez idáig százhetven mesét tartalmazó, tizenegy kötetes sorozat. Habár ezen történetek kronológiailag másodikként jelentek meg, de valójában a szerző első meséi, amit barátai körében megosztott ezen témára épült.
Megjelent több verseskötete is. új területet nyitva a témával kapcsolatban.

## Tanulmányok
- 2015: Vendéghallgatói félév az ELTE Bárczi Gusztáv Gyógypedagógiai Karán
- 2006 Kiadványszerkesztés mesterfokon (Népszabadság-Ringier Továbbképzési Intézet)
- 2004 Számítógépes grafikus tanfolyam (GTM TECHNIC)
- 2002 Lakberendező tanfolyam (TERC Oktatási Stúdió)
- 1992-98 BME Építészmérnöki Kar
- 1988-92 Eötvös József Gimnázium
- 1980-88 Magyar Rádió Gyermekkórusa

## Méltatás és kritika
Bartos Erika meséi és rajzai nagy segítséget jelentenek a kisgyerekeknek ahhoz, hogy a nap során felgyülemlett szorongásokat oldják, és a gyerekek választ kapjanak olyan kérdésekre, amelyeket még nem is igazán tudnak feltenni. E kitűnő könyveknek, az Anna, Peti és Gergő sorozatnak köszönhetően a kicsik újra átélhetik a mindennapok örömeit, fájdalmait.
Örömmel ajánlom a kis és nagy olvasók figyelmébe Bartos Erika verseskötetét! Mindig öröm, ha a gyerekek hozzájuk szóló könyvet kapnak, jó könyvből sose elég! Bartos Erika nagy beleérzéssel és tehetséggel ábrázolja a gyerekek világát, és felmutatja az apró dolgokban a csodákat. Muzsikáló ritmusú versei könnyen a fülünkbe és a szívünkbe lopóznak, méltó követője a nagy mestereknek, de megőrzi eredeti hangját. Külön kell beszélni a versekhez kedvesen illeszkedő rajzokról, ritka, hogy egy költő egyben ilyen tehetségesen tudjon rajzolni is. Rajz és vers együtt deríti fel a szívünket!
A szövegek nyelvi minősége sok helyen egyszerűen csapnivaló...A szövegekből szinte teljesen hiányoznak a gyűjtőnevek és a névmások, az elbeszélő mindent újra és újra megnevez, ami rettentő redundanciákhoz vezet.... Ha az Anna, Peti és Gergő-mesék bizonyos fenntartásokkal ajánlhatók kisgyermekes családoknak, a Bartos-versek zömétől bizony érdemes inkább távol tartani gyermekeinket.

## Művei

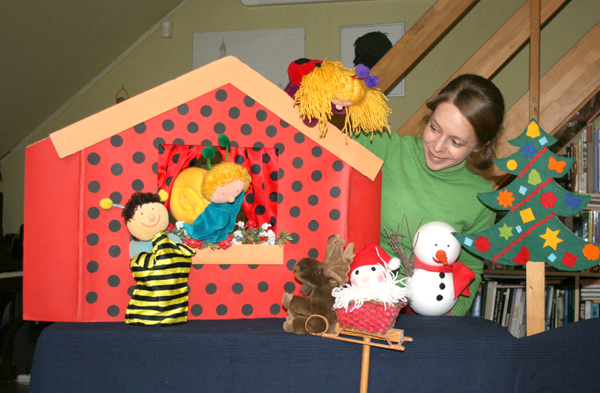
Bábozás

### Gyermekmesék
- Bogyó és Babóca (sorozat), 2004-től, Pozsonyi Pagony Kiadó. A sorozat történetei Bogyó, a csigafiú, Babóca, a katicalány, és barátaik: a méhecske, a szarvasbogár, a lepkelány kalandjairól szólnak, a szerző saját illusztrációival. 2021-ig 50 kötet jelent meg.
- Anna, Peti és Gergő (sorozat), 2006-2009, Alexandra Kiadó. (A sorozat egy öttagú család mindennapjairól szól, a szerző saját illusztrációival. A 11 kötetben összesen 170 mese jelent meg.)
- Brúnó Budapesten sorozat
  - Brúnó Budapesten 1. –  Buda tornyai  (2017, Móra kiadó)
  - Brúnó Budapesten 2. – Buda hegyei (2017, Móra kiadó)
  - Brúnó Budapesten 3. – Pest szíve (2018, Móra kiadó)
  - Brúnó Budapesten 4. – Pest fényei (2019, Móra kiadó)
  - Brúnó Budapesten 5. – Duna  (Móra kiadó)
  - Brúnó Budapesten 6. – Budapest környéke (Móra kiadó)
- Brúnó meséi sorozat
  - Születésnap (2019),
  - Kistestvérek, nagytestvérek (2019)
  - Születés (2018, Móra kiadó)
  - Elmúlás (2018, Móra kiadó)
- Brúnó a Balatonon
  - Brúnó a Balatonon: első kötet – Balaton-felvidék (2022. április, Móra Kiadó)
  - Brúnó a Balatonon: második kötet – Déli-part (2022. szeptember, Móra Kiadó)
  - Brúnó a Balatonon: harmadik kötet – Nyugati karéj (2023 március Móra Kiadó)

### Leporellók
- Bogyó és Babóca – A százlábú zsúrja (2021)
- Utazik a baba Fényképes mesekönyv (2005, Alexandra, Pécs)
- Játszik a baba Fényképes mesekönyv (2005, Alexandra, Pécs)
- Nyaral a baba Fényképes mesekönyv (2007, Alexandra, Pécs)
- Állatkertben a baba Fényképes mesekönyv (2007, Alexandra, Pécs)
- Születésed története
- Zénó a Zorix bolygón (2006, Alexandra, Pécs)
- Dotti kalandjai (2006, Alexandra, Pécs)

### Meseregények
- Hanna utazásai (2006, Alexandra, Pécs)
- Csodasakk (2007, Alexandra, Pécs)

### Gyermekversek
- Hógolyó . Versek óvodásoknak (2013 Alexandra, Pécs)
- Zakatoló – Gyerekversek (2011 Alexandra, Pécs)
- Bárányfelhők – Gyerekversek (2008, Alexandra, Pécs)
- Százlábú. Versek óvodásoknak (2009, Alexandra, Pécs)
- Zsákbamacska – Versek óvodásoknak (2008, Alexandra, Pécs)

### Egyéb kötetek
- Együtt lenni jó! Kifestő, betűgyakorló – (2018, Pozsonyi Pagony)
- Te is voltál kicsi, dédpapa? – (2016, Szerzői kiadás, 2018 Móra Kiadó)
- Te is voltál kicsi, dédmama? – (2016, Szerzői kiadás, 2018 Móra Kiadó)
- Együtt lenni jó! – (2015, Pozsonyi Pagony)
- Hoppla meséi – Kirándulás Pécs városába (2010, Alexandra, Pécs)
- Pécs városát bemutató mesekönyv a szerző saját illusztrációival, a Kulturális Főváros évéhez kapcsolódva (2010, Alexandra)
- Balaton – Gyurmaképekkel illusztrált mesekönyv, az Alma Együttes CD-jével (2010, Universal Music)
- Bogyó és Babóca a varázsszigeten. Kifestőfüzet; (2011 Pozsonyi Pagony)
- Csodasakk – meseregény (2007, Alexandra)
- Hanna utazásai – meseregény (2006, Alexandra)
- Nyári kalandok; szöveg Bartos Erika, ill. Carlos Busquets; Alexandra, Pécs, 2006
- Samu és Bonifác kalandjai; szöveg Bartos Erika, ill. Carlos Busquets; Alexandra, Pécs, 2006
- A varázssziget. Színezőfüzet; (2004, Pozsonyi Pagony)

### Építészeti könyvek
- Budapest titkai, érdekességek nevezetes épületekről – (2016, Szerzői kiadás, 2016 Móra Kiadó)
- Budapest rajzban – (2016, Szerzői kiadás, 2016 Móra Kiadó)

### Speciális kiadványok
A Segítő könyvek között olyan kötetek szerepelnek, melyek speciális témákról szólnak, gyermeknyelven. Sok ember munkája rejlik e könyvek mögött, egyetlen céllal készültek, hogy segítséget hozzanak az érintetteknek. Ezek a művek mind karitatív vállalások, a szerző ezek elkészítését ellenszolgáltatás nélkül vállalta, amiért 2014-ben az Emberi Erőforrások PRO VOLUNTARIUS oklevelében részesült.
- Gombolyag története – Egy shunt-ös kiscica meséje (2021)
- Örök ölelés – Mesekönyv az örökbefogadásról (2020)
- Új élet, új mosoly – Mesekönyv a vesebetegségről és a szervátültetésről; ill., szerk. Bartos Erika; Trappancs Egyesület, Budapest, 2016
- Stefanik Krisztina: Csillagbusz – Mese Dorkáról, Misiről és az autizmusról; rajz Bartos Erika; (2016 AutiSpektrum Egyesület a Veszprém Megyei Autista Gyermekekért, Veszprém)
- Őrangyal – Mesekönyv fogyatékkal élő kisgyerekek mindennapjairól, az elfogadásról, egymás szeretetteljes segítéséről (2014, Máltai Szeretetszolgálat)
- Meggyógyult a szívem – Felkészítő füzet szívbeteg kisgyerekeknek, a Gottsegen György Kardiológiai Intézet felkérésére, 2014
- A Bátorságpróba (2012, Őrzők Alapítvány) Daganatos és leukémiás gyermekeknek segítésére. Egyedülálló és hiánypótló kiadvány, Magyarországon gyermekorvosi témában, karitatív céllal ilyen átfogó mű még nem készült, 2012
- Szívkatéterezésre várok (2011) Felkészítő füzet szívbeteg kisgyerekeknek, a Gottsegen György Kardiológiai Intézet felkérésére

### Film
- Bogyó és Babóca

### Diafilmek
A Bogyó és Babóca sorozat első meséje 2004-ben jelent meg diafilmen, az első könyv megjelenésével egy időben. Ez jelentős lépést jelentett a magyar diafilmgyártás életében, hiszen ez a mese törte meg a több mint tíz éves csendet, és adott új lendületet a mára már hungarikumnak számító diafilmgyártásnak. A Bogyó és Babóca volt az első digitális technikával készülő diafilm.
- Bogyó és Babóca – Barátság
- Bogyó és Babóca 1. – Szivárvány
- Bogyó és Babóca 2. – A papírsárkány
- Bogyó és Babóca 3. – Boszorkányok
- Bogyó és Babóca rokonai
- Bogyó és a szél
- Kisvonat a Mohavölgyben
- Biciklitúra a Pipitér szigetre
- Nagypapa születésnapja

### Cd; hangoskönyv
- Kiskalász Zenekar – Bartos Erika: 
  - Zsákbamacska (Alexandra Records)[5]
  - Százlábú  (Alexandra Records)
  - Hepe-Hupa  (Alexandra Records)
- Alma Együttes – Bartos Erika: Balaton – CD és mesekönyv (2010, Universal Music)
- Lajkó Félix – Bartos Erika: Neked (Fonó Budai Zeneház)
- Andorka Péter – Bartos Erika: Kirakós – Öt dal gyermekkarra (A kórusművel megválasztották a 2018-as Bartók Béla XXVIII. Nemzetközi Kórusverseny és Folklórfesztivál kötelező darabjává a gyermekkarok számára)

### Idegen nyelvű kiadványok
- Berry and Dolly's Christmas (Bogyó és Babóca karácsonya); angolra ford. Ralph Berkin; (2012,Pagony Books)
- Berry and Dolly (Bogyó és Babóca); angolra ford. Ralph Berkin; (2013, Pagony Books, Bp)
- Budapest in drawings – angolra ford: Gaschler-Gyeviki Nóra (2016, Szerzői kiadás)|}[6]

### Applikáció
- Brúnó Budapesten alkalmazás: A Brúnó Budapesten sorozatból készült applikáció.

## Díjai
- 2023: Budapestért díj[7]
- 2022: Sivatagi Kőrózsa Díj – a Brúnó Budapesten sorozat építészeti elismerése
- 2020: Author of the Year elismerés az Editura Casa kiadótól
- 2019: Bogyó és Babóca Speed Colors memóriafejlesztő színezőjáték elnyerte az Ország Játéka 2019 díjat
- 2018: Janikovszky Éva-díj
- 2017: Bogyó és Babóca Brainbox elnyerte az Ország Játéka 2017 díjat Társasjáték kicsiknek kategóriában
- 2017: A Bogyó és Babóca rajzfilm elnyerte a zsűri különdíját Hszianban, a 6. Nemzetközi Animációs Filmfesztiválon
- 2017: Szép Magyar Könyv Verseny Főpolgármesteri Különdíj a Budapest titkai kötetért
- 2017: Év Gyerekkönyve Díj (Csillagbusz kötet, illusztrátor)
- 2016: A Bogyó és Babóca – Évszakok társasjáték elnyerte az Ország Játéka 2016 címet
- 2016: Aranykönyv-díj a Bogyó és Babóca buborékot fúj kötetért
- 2016: A Magyar Vöröskereszt elismerő oklevele
- 2015 „Pro Familiis” díj az Emberi Erőforrások Minisztériumától, a „kimagasló szakmai tevékenységért”
- 2015 A Magyar Máltai Szeretetszolgálat oklevele az Őrangyal mesekönyvért, “a nagyvonalú felajánlásért és önzetlen támogatásért”
- 2014 A Szabadkai Nemzetközi Bábszínházi Fesztivál Oklevele
- 2014 Pagony Vándortoll "a kortárs gyerekirodalom terén nyújtott meghatározó és egyedülálló alkotói tevékenységéért, 10 éve töretlen munkásságáért"
- 2013 Az Emberi Erőforrások Minisztériumának elismerő oklevele a példamutató önkéntes tevékenységért
- 2013 Múzeumbarát elismerés Székelyudvarhelyről a Bogyó és Babóca bábkiállításért
- 2013 Pro Civitate kitüntetés Pécs városától a kiemelkedő írói és sokrétű egyéb teljesítményért
- 2013 A Bogyó és Babóca rajzfilm Premio Cartoon Kids díjat nyert Olaszországban
- 2013 A Bogyó és Babóca rajzfilm elnyerte a Kecskeméti Filmfesztivál közönségdíját
- 2012 A Bátorságpróba című mesekönyv elnyerte az Astellas különdíját
- 2012 A Hoppla meséi könyv elnyerte a Magyar Turizmus Zrt. elismerését
- 2012 Isztambuli Könyvfesztivál: Plakett a gyerekeknek nyújtott olvasás-élményért
- 2011 A Bogyó és Babóca rajzfilmmel a Kedd Rajzfilmstúdió elnyerte a Jiangyini Nemzetközi Gyerekfilm-fesztivál Legjobb Rövidfilm díját
- 2010 Első helyezés a "Tíz év ötven legjobb könyve" szavazás közönséglistáján az Anna, Peti és Gergő mesekönyv-sorozatért
- 2007 Elismerés a Születés Hete létrehozásában való önzetlen közreműködésért
- 1998 Diplomadíj Budapest Főváros Önkormányzata Főpolgármesteri Hivatalától
- 1997 A Magyar Építész Kamara díja
- 1997 A Szilárdságtani és Tartószerkezeti Tanszék oklevele a kiemelkedő teljesítményért
- 1996 Az Építészettörténeti és Elméleti Intézet díja a templomrekonstrukciós tervért
- 1996 Az ÉVOSZ hallgatói díja, a Középületépítő Rt. Különdíja
- 1996 A BME Építészmérnöki kar Dékáni Hivatalának elismerése a kiemelkedő tanulmányi eredményért

## Jelentősebb kiállítások, fesztiválok, meseprogramok
- 2018: Kolibri Színház
- 2016: Fővárosi Szabó Ervin Könyvtár, Kisgaléria
- 2015 Paks, Csengery Dénes Kulturális Központ
- 2015 Szlovénia, Lendva
- 2015 Göteborgi meseprogram a svédországi Tavaszi Szél Egyesület meghívására
- 2014 Mosonmagyaróvári Futura Központ
- 2014 Szabadkai Nemzetközi Bábszínházi Fesztivál
- 2013 Londoni Magyar Kulturális Intézet, Guildfordi Tanoda
- 2013 Brüsszeli Balassi Intézet
- 2013 Gödöllő, Művészetek Háza
- 2013 Székelyudvarhely, Haáz Rezső Múzeum
- 2013 Klebelsberg Kultúrkúria, Budapest
- 2013 Szolnok, Verseghy Ferenc Könyvtár
- 2013 Szeged, Szent-Györgyi Albert Agóra
- 2012 Az Isztambuli Nemzetközi Könyvfesztivál
- 2012 A Tokiói Nemzetközi Animációs Fesztivál
- 2012 Budapest, Millenáris – Csiga galéria
- 2012 Pécs, Tudásközpont – Csorba Győző megyei és Városi Könyvtár
- 2012 Esztergomi Dzsámi
- 2011 FUGA Építészeti Centrum